# 푸계

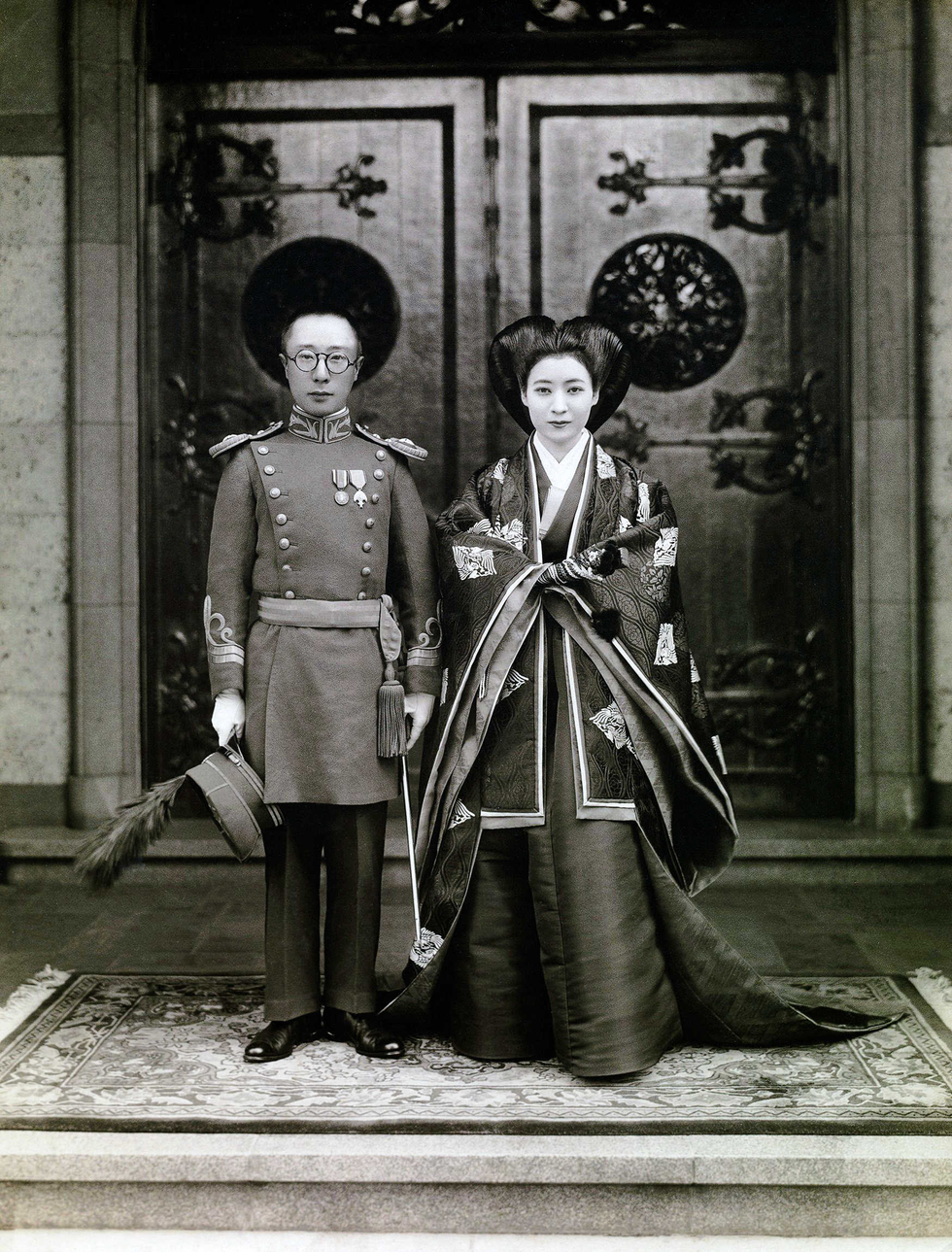
푸기여와 부인 히로의 결혼식 사진

아이신 교로 푸계(만주어: ᠠᡳᠰᡳᠨ
ᡤᡳᠣᡵᠣ
ᡦᡠ
ᡤᡳᠶᡝ Aisin gioro Pu Giye, 중국어 간체자: 爱新觉罗溥杰, 정체자: 愛新覺羅溥傑, 병음: Àixīnjuéluó Pǔjié 아이신줴뤄 푸제[*], 1907년 4월 16일 ~ 1994년 2월 28일)는 청나라 마지막 황제였던 선통제의 남동생이며 예비역 만주국 육군 대좌였다. 중화인민공화국이 성립된 후에는 중국공산당 전국인민대표회의 상무위원을 지냈다. 만주국 황실 2대 수장이었다. 어릴 적 이름은 예격(譽格), 자(字)는 준지(俊之), 아호는 병번(秉藩)이다. 일본 체류 중에는 김병번(金秉藩)이라는 가명을 사용했다. 윌리엄(William)이라는 영문명도 있다.
1928년 중국 국민당 군벌이 베이징을 점령하자 장쉐량에게 의탁, 펑텐, 다롄을 거쳐 텐진에서 일본으로 망명했다. 일본에서 유학 가쿠슈인과 일본육군사관학교를 졸업했다. 만주국 수립 후에는 만주국 시종무관, 황제의 잠정상속인, 만주 신경군관학교 교관으로 활동하다가 1945년 8월 일본 패전 후 소련군에 체포되어 5년간 감금당했다. 1950년 중국으로 넘겨져 무순전범교화소에 투옥, 1960년 11월 모범수로 가석방되었다. 이후 중국-일본 외교 정상화 대표단에 참여하여 활동했다.

## 생애

### 생애 초반
순친왕 재풍과 그의 적복진 여우란의 차남으로 선통제의 친동생이다. 어머니 유란은 만주 정백기대신 영록의 딸이다. 용모는 푸이와 비슷했으나 그는 말수가 적고 온화했다 한다. 태어나자마자 지어진 이름은 예격(譽格)인데 뒤에 부계로 개명했다. 형 푸이가 황제가 되어 입궁하자 그는 순친왕부의 계승자로 추인, 순친왕세자라는 칭호를 받았다.
1924년 당시 그는 3년 연상의 몽골계 만주 귀족 타타라 탕스샤(Tatara Tangshixia, 他他拉 唐石霞, 1904~1993)와 결혼했으나 탕스샤는 장쉐량을 연모했고, 곧 내연관계가 되었다. 탕스샤는 그와 그의 형 푸이, 황실 남성들의 게으름과 무능함에 불평을 토로했고, 부부 사이는 악화됐다. 그는 탕스샤와 부부관계가 원만하지 못했고, 탕스샤는 후일 그와 그의 형 푸이의 유약함을 지적하기도 했다. 탕스샤에게서는 아이가 없었고, 푸계의 일본 유학으로 그녀와 멀어졌다. 1928년 중국국민당 국민혁명 북벌군이 베이징에 당도하자 그는 장쉐량에게 피신했다. 그는 곧 펑텐에 은신하다가 일본군의 호송을 받고 다롄으로 갔다가 다시 텐진으로 가서 체류하다가 일본으로 건너갔다.

### 일본 유학과 만주국 입국
1929년 3월 일본 가쿠슈인에서 수학하고, 뒤이어 일본육군사관학교로 진학했다. 일본 체류 중 그는 김병번(金秉藩)이라는 이름으로 생활했다.
일본 체류 중, 일본 화족 출신 여성 사가 히로(嵯峨 浩, 1914~1987)과 만나 1937년 4월 재혼(사실상 중혼)하였다. 사가 히로는 남편의 성을 따라 아이로신교로 히로(愛新覺羅浩)로 개명한다. 사가 히로에게는 딸만 2명 있었고 아들이 없었으므로 후임은 그의 이복 동생 진유즈가 계승했다. 첫 딸 혜생은 일찍 죽고, 둘째 딸 수생은 일본인 후쿠나가 겐지와 결혼했다.
1935년 만주국으로 건너가 군직을 받았다. 곧 그는 만주국 궁내부시종무관(滿洲國宮內府侍從武官(직에 임명되었다. 푸이에게 자녀가 없자 1937년 일본 관동군 훈령에 의해 푸이의 잠정상속인으로 추인, 일본 천황의 승인을 받았다.
1938년 10월 만주국주일본대사관 무관실(武官室) 근무를 명받고 도쿄로 갔다. 1939년 11월 펑톈의 만주보병학교 교관(教官), 1941년 만주국 신경군관학교의 교관이 되었다. 1943년 일본 육군 대학에 입교, 일가와 함께 도쿄로 갔다가 1944년 12월 가쿠슈인 초등과에 재학 중이던 장녀 혜생을 일본에 두고 귀국했다. 이후 혜생은 다시 만날수 없게 되었다.

### 일본 패전과 투옥
1945년 8월 심양에 있다가 일본 패망 후 신경에서 탈출, 조선과 가까운 통화성 임강현(通化省 臨江県) 근처 대율자(大栗子)로 피신, 숨어있었다. 곧 일본으로 건너가려다가 소련군에 발각되어 체포, 압송되어 소련 극동부 치타토하바로프스크 강제 수용소에 수감된다. 이후 5년간 소련에 억류되어 있었다. 1950년 8월 그는 중화인민공화국으로 압송, 무순의 무순전범관리소에 보내져, 중국공산당적 사상개조형을 받았다.
그와의 연락이 끊기자 둘째 딸 수생은 중국공산당에 여러 번 편지서신을 보내 아버지의 행방, 죽었다면 시신이라도 넘겨줄 것을 거듭 요청하여 저우언라이가 그의 행방을 파악해 알려주었다. 1960년 11월 모범수로 지정되어 특별 사면, 11월 19일에 석방명령을 받고 11월 28일 풀려났다.

### 석방 이후
그 후, 사가 히로시와 재회했으며 문화대혁명에서 살아남았다. 그러나 문화대혁명 당시 홍위병이 그의 집에 침입, 파괴하여 그와 사가 히로시를 충격에 빠뜨렸고, 일본에서 사가 히로시가 가져온 카메라 등은 홍위병에게 도난당했다. 1972년 중국과 일본이 다시 수교를 하게 되자, 중일 국교 정상화 대표단을 이끌고 7회에 걸쳐 중국과 일본을 오갔다.
1980년 중국 전국인민대표대회 상무위원회 위원(全國人民代表大會 常務委員會 委員), 전국인대민족위원회 부주임위원(全國人大民族委員會副主任委員)에 임명됐다. 이후 중일 우호관계와 중일 외교 활동에 참여했으며 1989년 1월 히로히토 천황 사망 시 베이징의 일본 대사관 빈소를 찾았다. 1991년 11월 28일 일본 리즈메이칸대학 명예법학박사 학위를 받았다. 1992년 10월 25일은 주중국 일본대사관 주관 행사에 온 아키히토 천황과 면담하였다. 1993년 병으로 요양했으며 1994년 2월 28일 7시 55분 경 베이징에서 병으로 사망, 시신은 화장되어 일본 야마구치현 시모노세키시 나가야마 신사(中山神社)에 안치되었다.

### 사후
일본 육사 시절은 자그마한 체구에 날렵한 몸매였으나, 성실하고 어려운 훈련도 견뎌냈다고 한다. 동기들로부터 상당한 정신력의 소유자, 동시에 상냥한 성격으로 알려졌다. 그는 비상한 가족애와 아내와 딸은 물론 형제애도 강했다는 평을 들었다. 따로 양자를 지명하지 않은 원인은 알려진 바 없으며, 그의 상속인은 이복동생 진우즈가 계승하였다.
생전 혜생과 히로시의 곁에 묻히기를 유언하여 화장한 화장한 유골의 일부는 일본으로 보내졌고, 나머지 일부는 베이징 묘봉산(妙峰山) 상공에 뿌려졌다.

## 주요 이력
- 1927년 일본 제국 육군 소위 임관.
- 1928년 일본 제국 육군 중위 진급.
- 1930년 일본 제국 육군 대위 진급.
- 1932년 만주국 육군 대위 계급 편입.
- 1933년 만주국 육군 소좌 진급.
- 1934년 만주국 육군 중좌 진급.
- 1936년 만주국 육군 대좌 진급.
- 1938년 만주국 육군 대좌 전역.
- 1958년 중국공산당 인민정치협상회의 전국위원.

## 학력
- 1927년 일본 육군사관학교 졸업
- 1935년 만주국 헤이룽장 하얼빈 국방과학학교 졸업
- 1943년 중화민국 국방행정학교 졸업

## 같이 보기
- 입팔분공